# Drew Naymick
Andrew Naymick, detto Drew (Muskegon, 18 febbraio 1985), è un ex cestista statunitense, professionista nella NBDL e in Europa.

## Palmarès
- Campionato ceco: 2

ČEZ Nymburk: 2011-12, 2012-13
- Coppa di Polonia: 1

Kotwica Kołobrzeg: 2009
- Coppa della Repubblica Ceca: 2

ČEZ Nymburk: 2012, 2013